# خط اورگرین
گسترش اورگرین، خط اورگرین (انگلیسی: Evergreen Extension) یک گسترش ۱۰٫۹ کیلومتری (۶٫۸ مایلی) از خط میلنیوم سیستم مترو ونکوور اسکای‌ترین (ونکوور) است. گسترش از مرکز شهر Lougheed در برنابی تا ایستگاه دریاچه لافاریج-داگلاس در کوکیتلام اجرا می‌شود و شامل شش ایستگاه اسکای‌ترین جدید و یک ایستگاه موجود ارتقا یافته (Lougheed Town Centre) در خط میلنیوم در ۲ دسامبر ۲۰۱۶ فعالیت خود را آغاز کرد.
از زمانی که این خط گسترش باز شد، خط هزاره بین ایستگاه وی سی سی-کلارک و ایستگاه دریاچه لافاریج-داگلاس کار کرده‌است. در سال ۲۰۱۲، انتظار می‌رفت که این برنامه توسعه تا سال ۲۰۲۱ به ۷۰۰۰۰ مسافر در روز خدمات رسانی کند.